# バスローブ

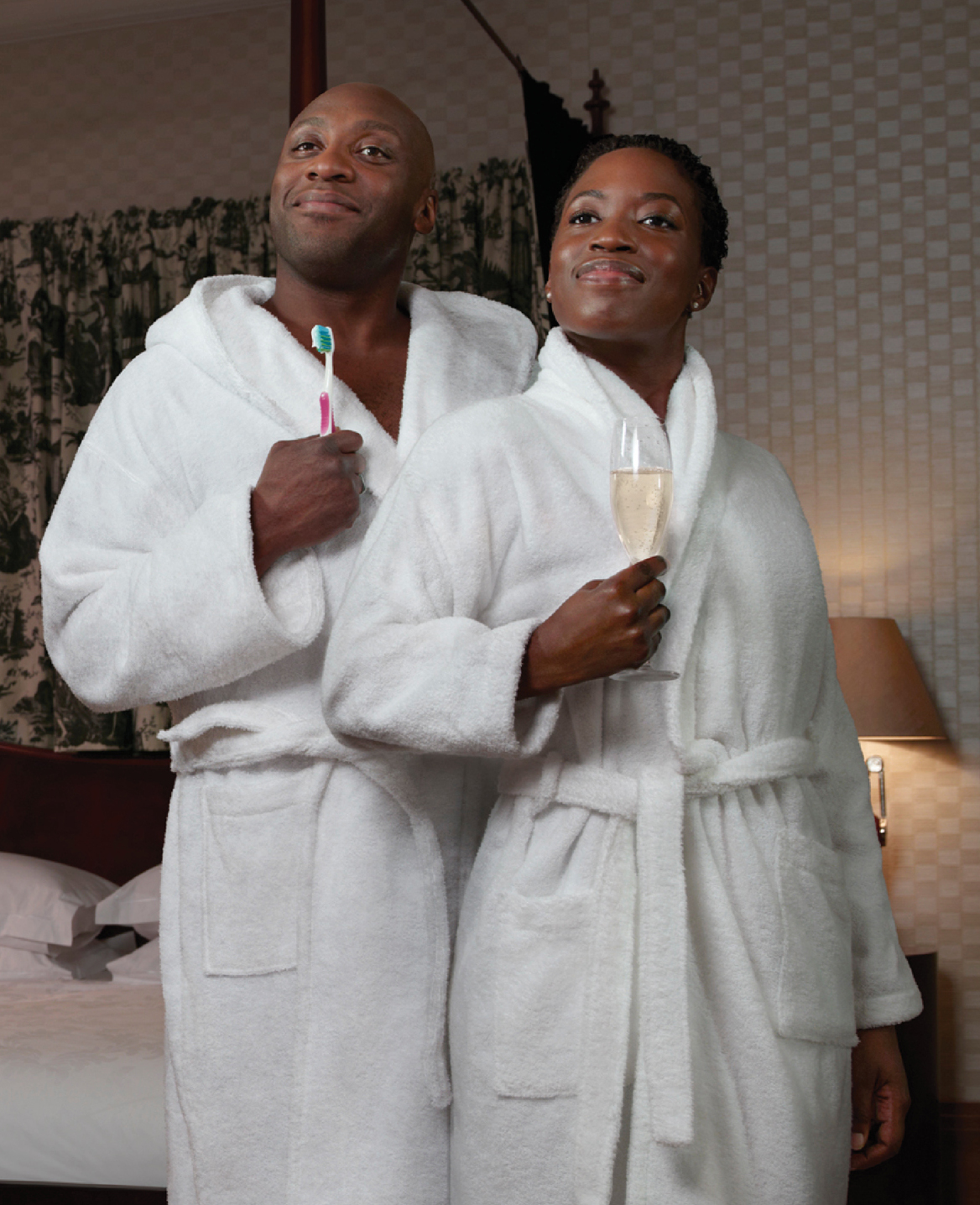
バスローブの一例

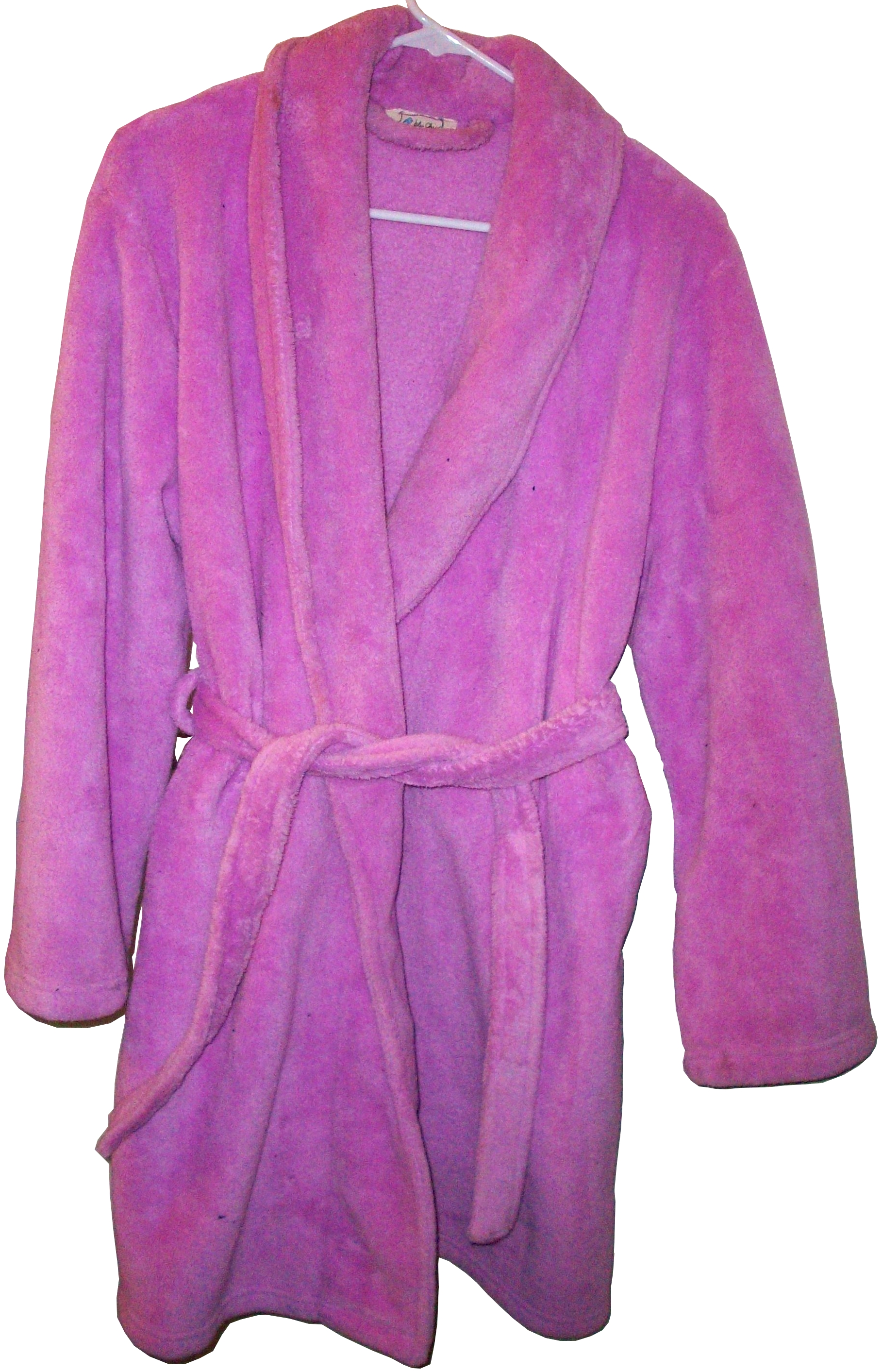

バスローブ（英語：bathrobe）とは、ゆったりとした長い上着。主に入浴後に着用。シルクなどの素材を使用した厚手のタオル地が一般的。

## 語源
ゆったりした外衣として定義される英単語のローブは、フランス単語の意味から取られた "女性のドレス" という意味のローブがあるため、その袖のようなケープやマントのような他の似たような服、と区別された。

## 用途
現代では西洋においても、入浴後（シャワー後）のバスローブの着用が一般的とはいいがたい。通常の着用方法は、バスタオルで体を拭かずに濡れたまま着用して水分を吸着し（頭部はタオルを使用する）、体が十分に乾燥してから脱衣する。このような観点から、日本の浴衣が寝巻きや外着を兼用できるのに対してバスローブはあくまでバスタオルの代用品であり、衣服としての機能は一時的なものにすぎない。

## ローブからバスローブへ
バスローブは、その名の通り、元はローブから始まった。ローブは歴史の過程を通して大きな役割を担っており、バスローブのほかに多数のローブがある。ローブは元々裁判官や弁護士のための法服として宗教儀式で着用されたほか、学術目盛の一部として使用された。それが時間が進み、これらのさまざまなローブが今日のバスローブに変化していった。
ゆったりした外衣として定義され、英語の単語のローブはフランス語の単語の意味から取られた "女性のドレス"という意味のローブがあるため、その袖のようなケープやマントのような他の似たような服、と区別された。